# Urbach (Thüringen)
Urbach is een gemeente in de Duitse deelstaat Thüringen, en maakt deel uit van de Landkreis Nordhausen.
Urbach telt 899 inwoners. De stad Heringen/Helme is de zogenaamde  vervullende gemeente voor Urbach, dat houdt in dat die stad de bestuurstaken uitvoert.
Bleicherode · Ellrich · Etzelsrode · Friedrichsthal · Görsbach · Großlohra · Hainrode/Hainleite · Harztor · Heringen/Helme · Hohenstein · Kehmstedt · Kleinbodungen · Kleinfurra · Kraja · Lipprechterode · Niedergebra · Nohra · Nordhausen (stad) · Sollstedt · Urbach · Werther · Wipperdorf · Wolkramshausen